# Entrincheiramentos de Santa Luzia
As ruínas dos entrincheiramentos de Santa Luzia localizam-se em Santa Luzia, Minas Gerais, no Brasil. São ruínas remanescentes da Batalha de Santa Luzia, último episódio das revoltas liberais de 1842.

## História
Trata-de de obras defensivas de campanha, erguidas no contexto das Revoltas Liberais, ocorridas na então Província de São Paulo (Maio de 1842) e de Minas Gerais (Junho-Agosto de 1842) devido à exclusão dos liberais do governo regencial no ano anterior.
Em Minas Gerais o movimento iniciou-se em Barbacena, onde o Coronel José Feliciano Pinto Coelho da Cunha (futuro barão de Cocais) foi aclamado Presidente da Província. Os rebeldes foram derrotados pelo então Barão de Caxias, auxiliado por seu irmão, o Coronel José Joaquim de Lima e Silva Sobrinho (futuro conde de Tocantins), em Santa Luzia (TINÉ, 1969:105-106).
O viajante inglês Richard Burton, deixou-nos o testemunho do conflito:
"Santa Luzia, o pequeno arraial, tornou-se, em 8 de julho de 1842, a sede da Presidência provisória e aqui, em 20 de agosto do mesmo ano, terminou o movimento revolucionário. O presidente intruso desapareceu durante a noite e o então gênio bom do Partido Conservador, General Barão (hoje Marquês) de Caxias, atacou os insurgentes. O combate travou-se em torno da ponte, começando às primeiras horas da manhã; o desfecho era ainda duvidoso às três da tarde, quando o 8º Batalhão das Forças Regulares ocupou o ponto mais alto da aldeia e levou o inimigo à debandada. Os chefes, Srs. [Teófilo Benedito] Ottoni, José Pedro, Padre Brito e outros, foram feitos prisioneiros do estado, e, desde aquele dia desastroso, os ultraliberais foram chamados 'luzias'." (BURTON, Richard. Viagem de canoa de Sabará ao oceano Atlântico.)